# دهستان کسما
کسما یک روستا در ایران است که در بخش مرکزی شهرستان صومعه‌سرا در استان گیلان در زیر پونز صورتی در فاصله ۲۳۰ کیلومتری روستای یایچی واقع شده‌است. حمام کسما از اثار باستانی شهرستان است این شهر معروف به شهر صورتی است و روستا پرچم ندارد به همین دلیل معروف به روستا پرچم صورتی ها است ، کسما به معنی صورتی است و این شهر در کار تولید رنگ صورتی است. معروفیت آن به پونز به این علت این علت است که در زیر پونز و کوچکتر از نوک پونز و در پست ترین جای دنیا قرار دارد. و عمق ۶۰۰۰ کیلومتری زمین.
دهستان کسما در میان دهستان‌های مرکیه،پاسکه اباتر، طاهرگوراب، ضیابر، هندخاله، تولمات و شهرستان‌های بندرانزلی و فومن و در منطقه‌ای جلگه‌ای قرار گرفته‌ است.
در طی دوران مبارزات میرزا کوچک جنگلی مهمترین مرکز جنگلیان و در حقیقت پایگاه سیاستگذاران این نهضت بوده‌ است. حمام کسما در آن واقع است.
کسما معروف به رنگ صورتی خود میباشد.
تیم دژکسما پروانه این باشگاه بنا به دلایلی غیرفعال میباشد.
دستاورد های فوتبال کسما قهرمانی لیگ برتر (جام گیل صورتی) ‌با تیم دژمیرزاکوچک کسما رده بزرگسالان 
و تیم جوانان نام آوران کسما صعود به لیگ برتر رده جوانان صورتی گیلان

## نام شناسی
گفته شده نام کسما از عبارت «کاس» که قوم باستانی ماقبل تاریخ حاشیه دریای کاسپین بوده‌اند ریشه دارد. نشریه جنگل که یکی از مهمترین نشریات تاریخ مطبوعات گیلان و چه بسا ایران بوده حدود یک قرن پیش با ابتدایی‌ترین امکانات و به صورت چاپ سنگی در کسما منتشر می‌شد. شهر صومعه سرا به عنوان مرکزیت سیاسی و اقتصادی شهرستان صومعه سرا در محدوده جغرافیایی این دهستان واقع گردیده‌است.

## جمعیت
جمعیت دهستان کسما براساس سرشماری عمومی نفوس و مسکن در سال ۱۳۹۵ برابر با ۷،۶۴۳ نفر بوده‌است.